# Bajka
Bajka (ungarisch Bajka)  ist eine Gemeinde im Westen der Slowakei mit 332 Einwohnern (Stand 31. Dezember 2024), die zum Okres Levice, einem Teil des Nitriansky kraj, gehört.

## Geographie
Die Gemeinde befindet sich am Osthang des Hügellands Hronská pahorkatina im Ostteil des slowakischen Donautieflands, im weiten Tal des unteren Hron am Bach Vrbovec. Das Ortszentrum liegt auf einer Höhe von 159 m n.m. und ist 14 Kilometer von Levice entfernt.
Nachbargemeinden sind Kalná nad Hronom im Norden, Tekovský Hrádok im Nordosten, Ondrejovce im Osten und Süden, Dolný Pial im Südwesten, Horný Pial im Westen und Lok im Nordwesten.

## Geschichte
Bajka wurde zum ersten Mal 1286 als Bayka schriftlich erwähnt und war zuerst Besitz der Dienstleute der Burg Barsch, später des Landadels aus Bajka, Šarovce und Pial. 1601 standen 20 Häuser im Ort, 1715 gab es neun Steuerzahler und eine Gaststätte, 1828 zählte man 26 Häuser und 164 Einwohner, die als Landwirte und Viehhalter beschäftigt waren.
Bis 1918 gehörte der im Komitat Bars liegende Ort zum Königreich Ungarn und kam danach zur Tschechoslowakei beziehungsweise heute Slowakei. In der ersten tschechoslowakischen Republik arbeiteten die Einwohner im örtlichen Großgut. Auf Grund des Ersten Wiener Schiedsspruchs lag der Ort 1938–1945 noch einmal in Ungarn.

## Bevölkerung
| Jahr                | 1994 | 2004    | 2014    | 2024    |
| ------------------- | ---- | ------- | ------- | ------- |
| Anzahl der Personen | 323  | 335     | 321     | 332     |
| Unterschied         |      | +3,71 % | −4,17 % | +3,42 % |

| Jahr                | 2023 | 2024    |
| ------------------- | ---- | ------- |
| Anzahl der Personen | 336  | 332     |
| Unterschied         |      | −1,19 % |

Nach der Volkszählung 2011 wohnten in Bajka 324 Einwohner, davon 259 Slowaken, 58 Magyaren und ein Tscheche. Sechs Einwohner machten keine Angabe zur Ethnie.
156 Einwohner bekannten sich zur römisch-katholischen Kirche, 23 Einwohner zur Evangelischen Kirche A. B., 15 Einwohner zur reformierten Kirche, sieben Einwohner zu den Zeugen Jehovas, jeweils ein Einwohner zu den christlichen Gemeinden und zur altkatholischen Kirche und vier Einwohner zu einer anderen Konfession. 37 Einwohner waren konfessionslos und bei 80 Einwohnern wurde die Konfession nicht ermittelt.

## Bauwerke

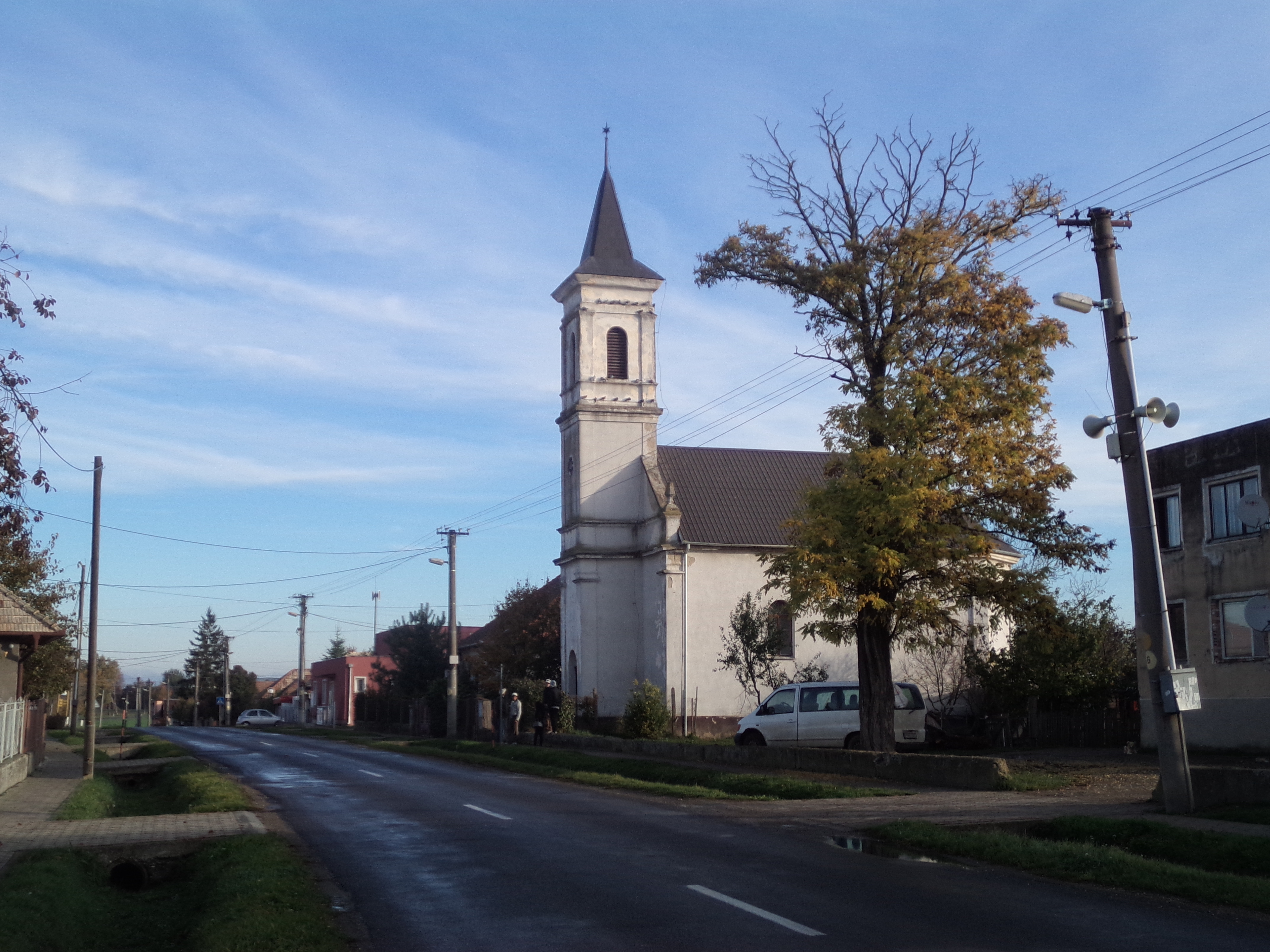
Kirche in Bajka

- reformierte Kirche aus dem Jahr 1895
- Landsitz im Spätbarockstil aus dem Ende des 18. Jahrhunderts, im 20. Jahrhundert umgebaut